# Margaret Spellings
Margaret M. LaMontagne Spellings, nata Dudar (Ann Arbor, 30 novembre 1957), è una politica statunitense, membro del Partito Repubblicano e segretaria dell'istruzione nell'amministrazione Bush Jr dal 2005 al 2009.

## Biografia
La Spellings nacque in Michigan, ma ben presto si trasferì con la famiglia a Houston, nel Texas, dove effettuò i suoi studi, ottenendo un Bachelor of Arts in scienze politiche dall'Università di Houston.
Prima dell'elezione di George W. Bush a Presidente degli Stati Uniti, la Spellings diresse la sua campagna governatoriale nel 1994 e quando fu eletto governatore del Texas, lei fu nominata come una dei suoi consiglieri anziani.
Quando Rod Paige si dimise dall'incarico di segretario all'istruzione, la Spellings fu nominata come nuovo segretario ed entrò in carica il giorno stesso in cui iniziò il secondo mandato di Bush, divenendo di fatto la seconda donna, dopo Shirley Hufstedler nel 1979, ad assumere questo incarico.
Nel 2005 fu coinvolta in una controversia, quando si oppose alla messa in onda di un episodio del cartone animato Postcards from Buster (tradotto come Cartoline da Buster). Nell'episodio in questione infatti, il protagonista Buster, un coniglietto giramondo, faceva tappa in Vermont, dove interagiva con i figli di una coppia lesbica. Nonostante non venisse riferito esplicitamente che le due donne fossero lesbiche, la Spellings criticò l'uso dei fondi governativi per la produzione della puntata, affermando che molti genitori si sarebbero sentiti a disagio nell'esporre i propri figli allo stile di vita ritratto nell'episodio. Per queste sue affermazioni la Spellings è stata fortemente criticata dal deputato Barney Frank, pubblicamente omosessuale.